# Понтијак (вођа)
Понтијак или Обвандијаг (око 1720. — 20. април 1769) био је вођа (поглавица) племена Отава који је постао познат по својој улози у Понтијаковом рату (1763—1766), рату америчких Индијанаца против британске војне окупације у региону Великих језера након победе у Француском и индијанском рату. Значај Понтијака у рату који носи његово име још није разјашњен. Извори из 19. века га представљају као војног генија и вођу побуне, али неки каснији историчари тврде да је његова улога била преувеличана. Данашњи историчари га сматрају за важног локалног вођу који је утицао на шири покрет који није предводио.

## Понтијаков рат
Рат је почео у мају 1763. када је Понтијак са 300 следбеника покушао препадом да заузме тврђаву Детроит. Његов план је осујећен па је започео опсаду тврђаве, а на крају му се придружило више од 900 ратника из неколико племена. У међувремену су гласници пренели вести о Понтијаковој акцији и рат се проширио далеко ван области Детроита. У јулу 1763. Понтијак је победио британски одред у бици код Блади Рана, али није био у стању да заузме тврђаву. У октобру је прекинуо опсаду и повукао се на територију Илиноиса.
Иако је Понтијаков утицај опао око Детроита због неуспеле опсаде, стекао је углед пошто је наставио да подстиче на отпор Британцима. Тражећи начин да окончају рат, британски званичници су уложили велике дипломатске напоре пред Понтијаком. У јулу 1766. Понтијак је склопио мир са британском управником за индијанска питања Сер Вилијамом Џонсоном.

## Смрт
Пажња коју су Британци посветили Понтијаку изазвала је озлојеђеност међу осталим вођама Индијанаца, нарочито што је Понтијак тврдио да има већи ауторитет него што је заиста поседовао. Изопштеног међу Индијанцима, 1769. године убио га је припадник индијанског племена Пиорија.